# Heteranthessius furcatus
Heteranthessius furcatus is een eenoogkreeftjessoort uit de familie van de Lichomolgidae. De wetenschappelijke naam van de soort is voor het eerst geldig gepubliceerd in 1971 door Stock.